# Cypripedium flavum
Cypripedium flavum är en orkidéart som beskrevs av Peter Francis Hunt och Victor Samuel Summerhayes. Cypripedium flavum ingår i släktet guckuskor, och familjen orkidéer. Inga underarter finns listade i Catalogue of Life.

## Bildgalleri

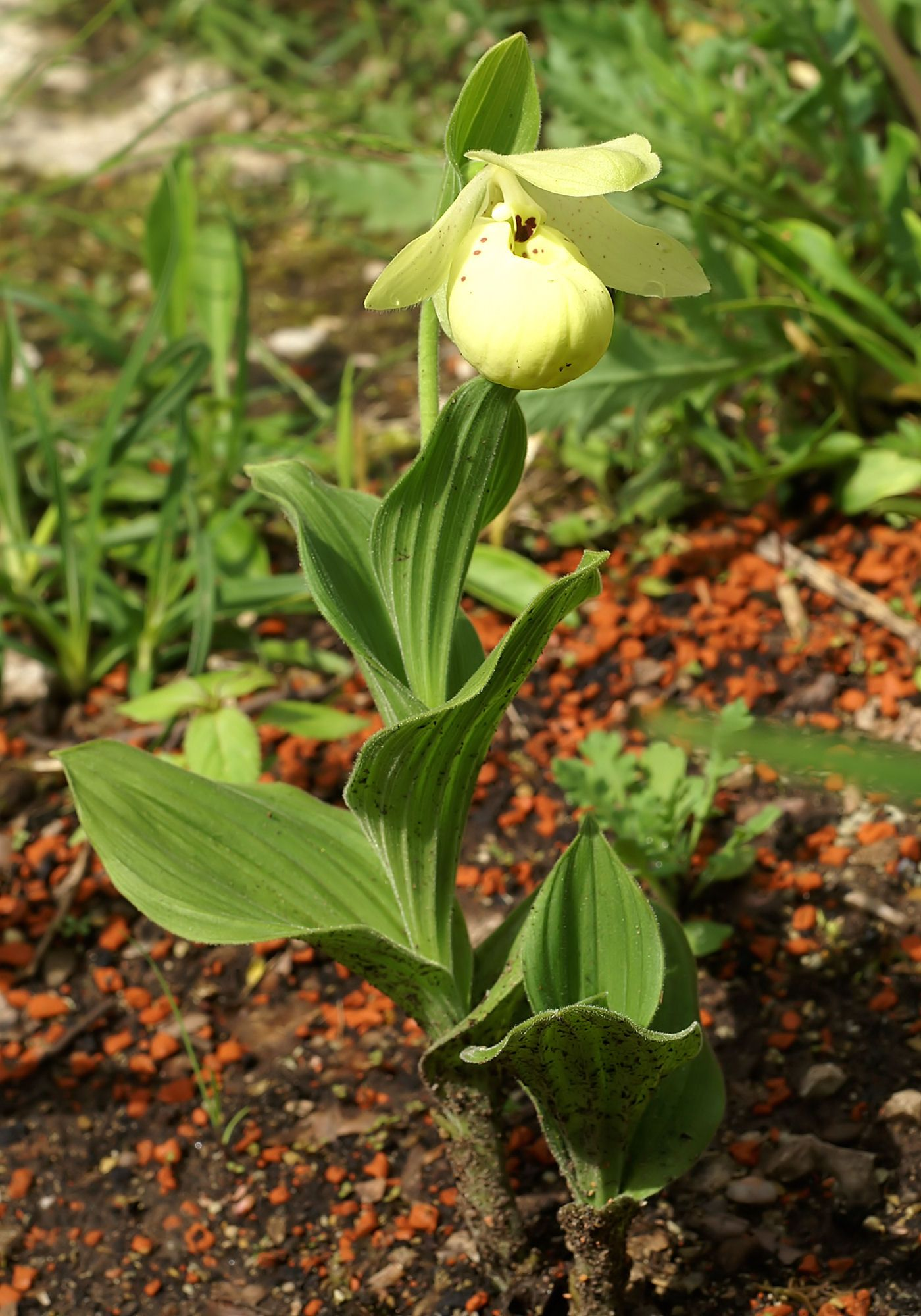
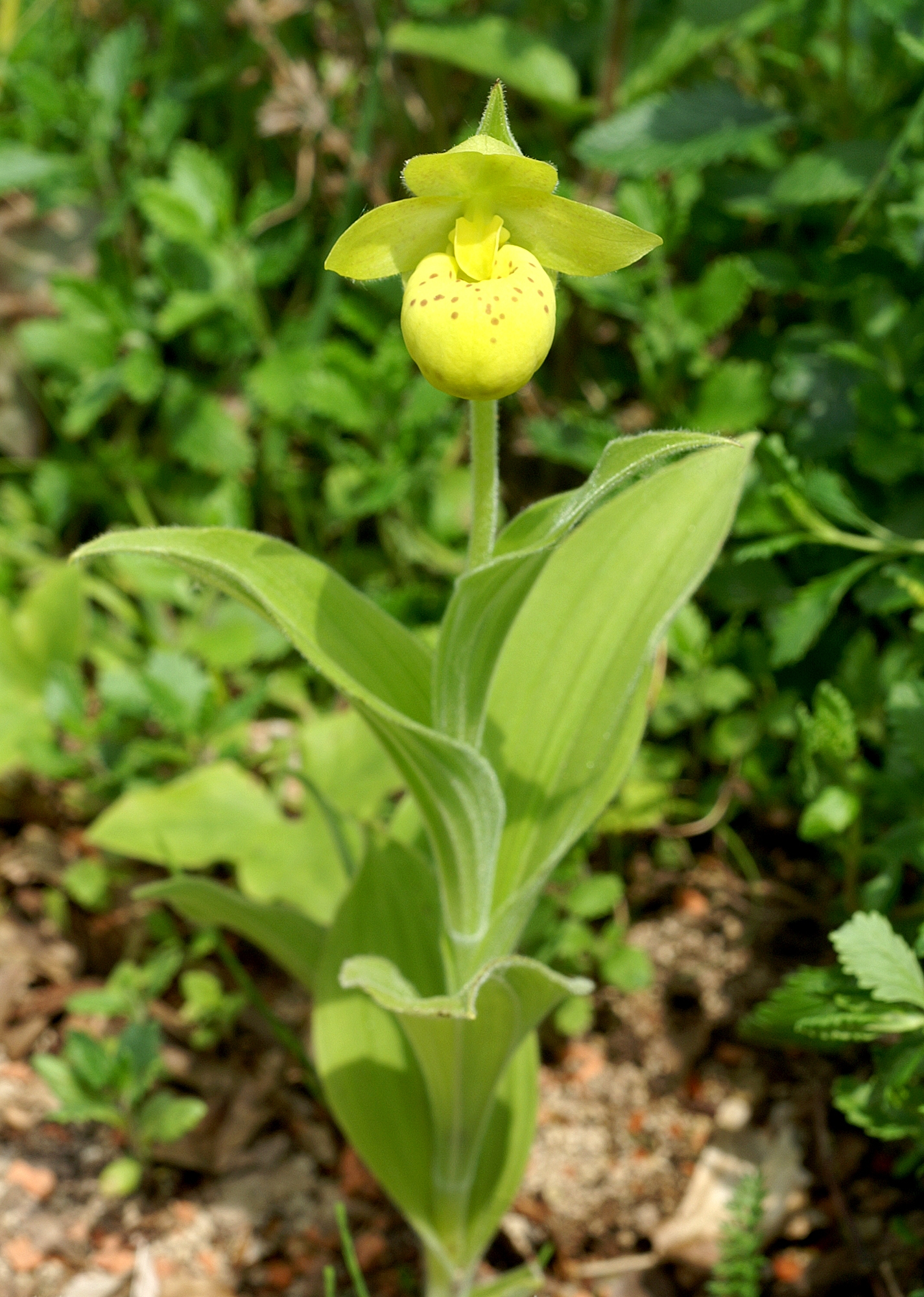
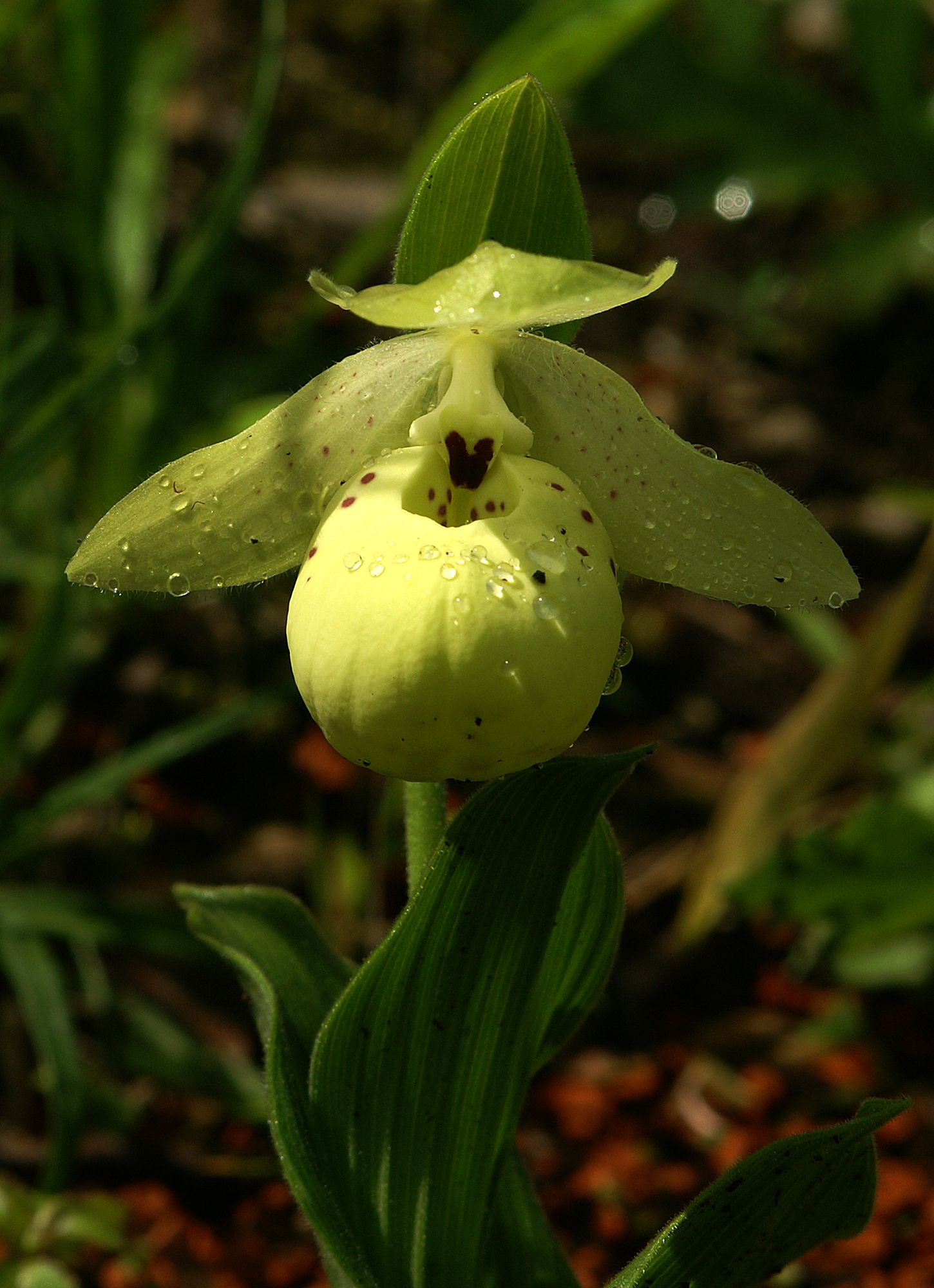
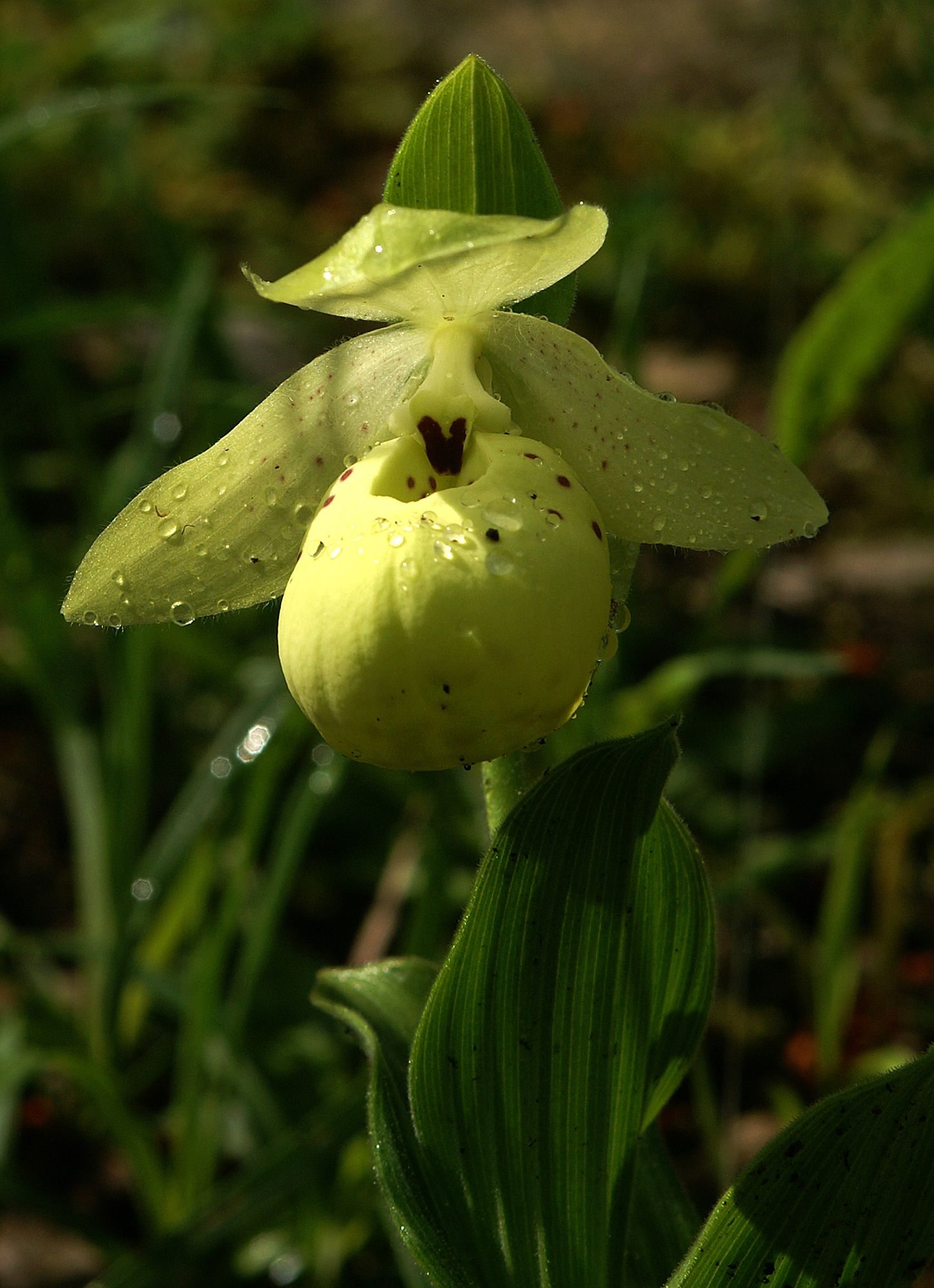
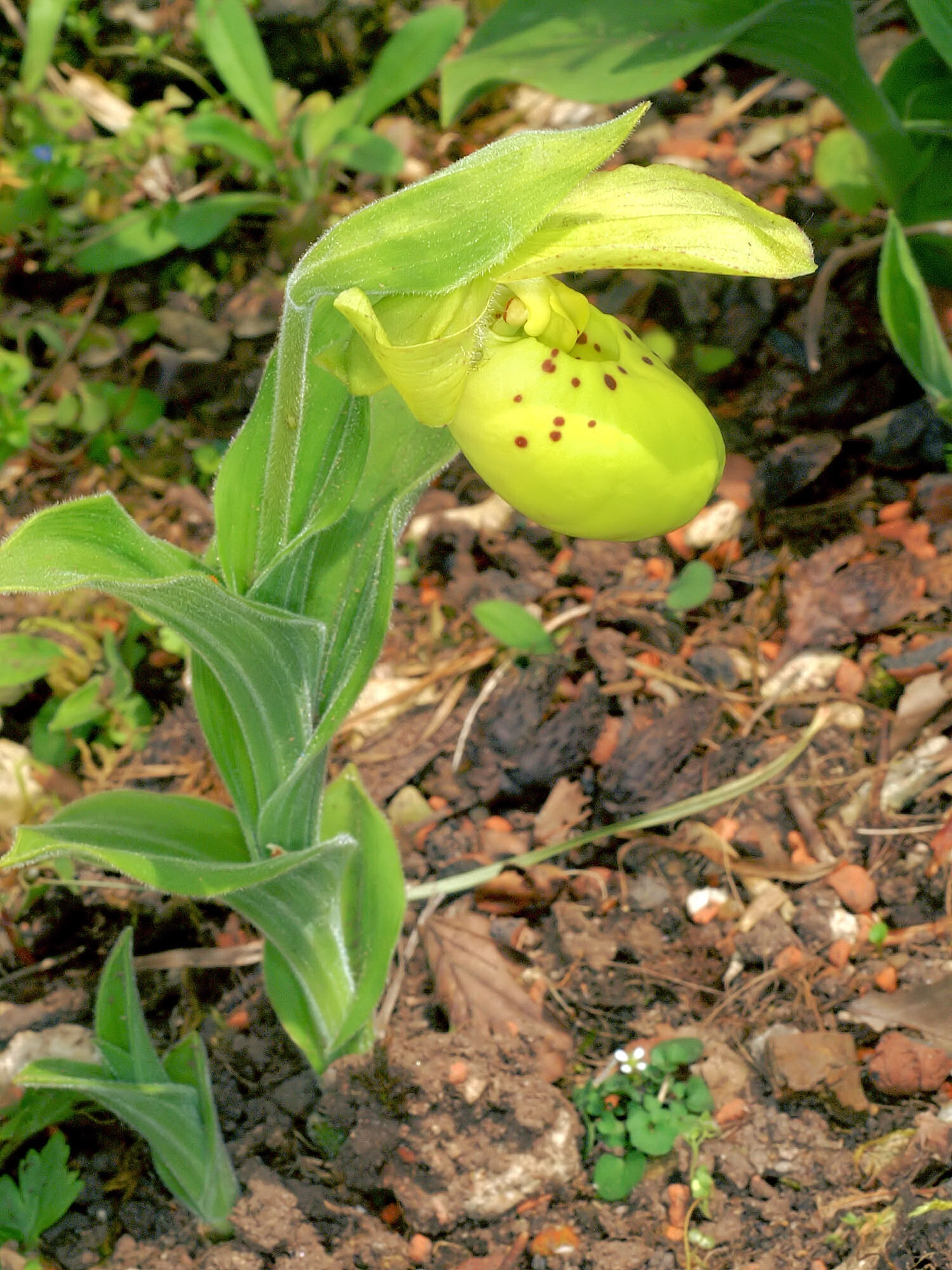
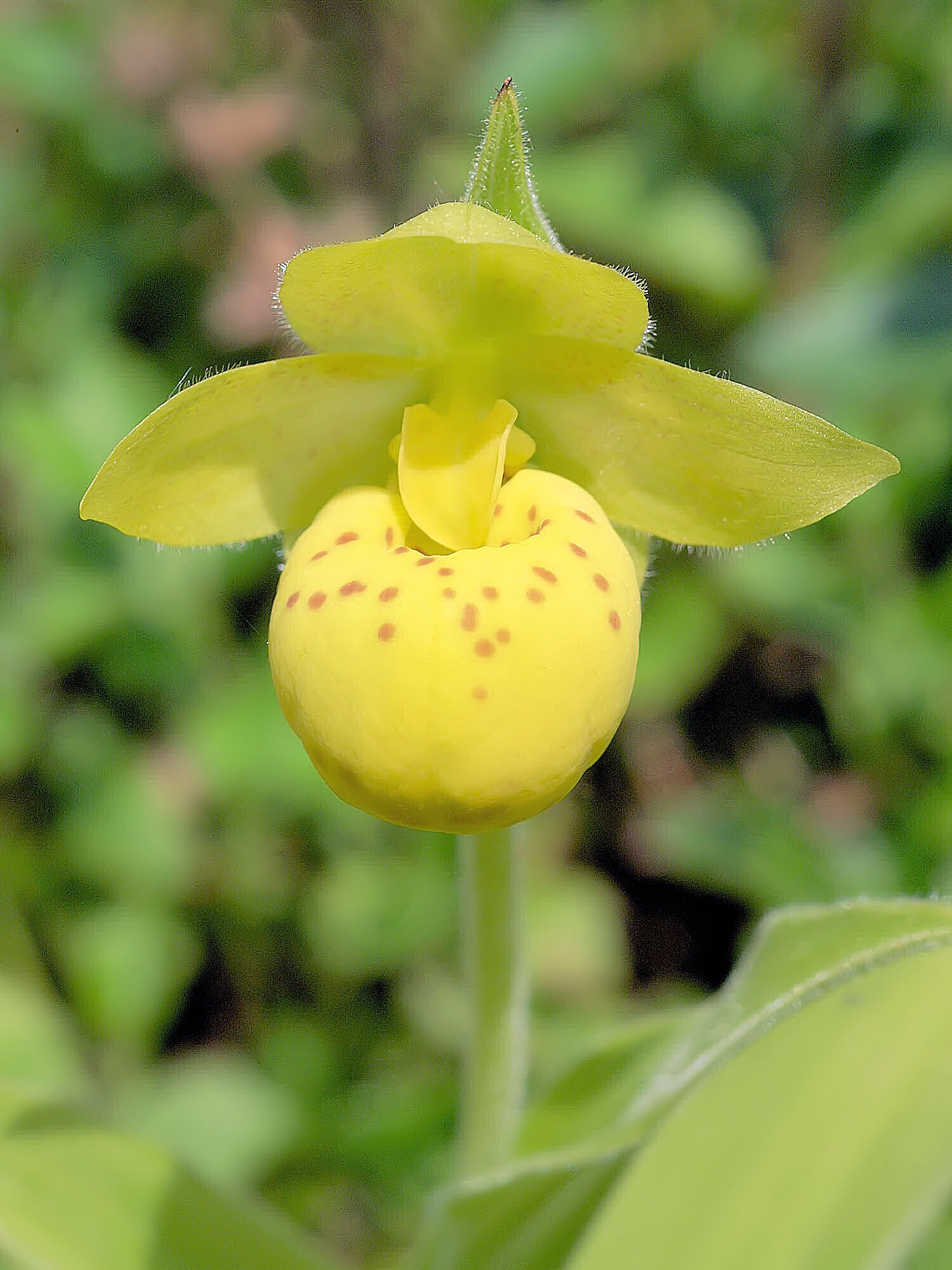